# Stefan Ermisch
Stefan Ermisch (* 18. Januar 1966 in Bonn)  ist ein deutscher Bankmanager. Er war von Juni 2016 bis September 2022 Vorstandsvorsitzender bei der Hamburg Commercial Bank AG, die bis zum Eigentümerwechsel Ende 2018 als HSH Nordbank firmierte.

## Leben
Nach Abschluss seiner Berufsausbildung zum Bankkaufmann bei der Privatbank Merck Finck & Co in Frankfurt (1988), nahm Stefan Ermisch ein Studium der Betriebswirtschaftslehre in Köln auf, das er 1993 als Diplom-Betriebswirt abschloss.
Nach Stationen unter anderem bei Trinkaus & Burkhardt und der HVB Group wurde Stefan Ermisch 2003 CFO der Bank Austria Kreditanstalt in Wien. 2006 war er als COO Mitglied des Executive Committee der Markets & Investment Banking Division (MIB) der UniCredit Group in Mailand und 2007 zusätzlich Mitglied des Vorstands der HypoVereinsbank AG in München tätig. 
Ab 2008 war Stefan Ermisch drei Jahre als Finanzvorstand sowie stellvertretender kommissarischer Vorstandsvorsitzender der Bayern LB tätig. 
Im Dezember 2012 übernahm Stefan Ermisch die Position des Finanzvorstandes bei der HSH Nordbank AG, dem Vorgängerinstitut der heutigen Hamburg Commercial Bank (HCOB). Am 1. Juni 2015 wurde er stellvertretender Vorstandsvorsitzender.
Seit dem 10. Juni 2016 ist Stefan Ermisch Vorstandsvorsitzender der Hamburg Commercial Bank AG, die bis zum Eigentümerwechsel Ende 2018 als HSH Nordbank AG firmierte, und steuerte in dieser Position die erste Privatisierung einer Landesbank in Deutschland.
Am 18. August 2022 teilte die Bank mit, Stefan Ermisch werde seinen Posten als Vorstandsvorsitzender Ende September 2022 auf eigenen Wunsch vorzeitig abgeben; sein Vertrag wäre erst Ende 2023 ausgelaufen.